# 福井県道181号東郷麻生津線
福井県道181号東郷麻生津線（ふくいけんどう181ごう とうごうあそうづせん）は福井県福井市に終始する主要地方道と一般県道を結ぶ。

## 路線概要
福井市東部と中央部を直線的に結ぶ役割を担う県道である。嶺北東部を縦断する福井県道25号福井今立線と同じく中央部を縦断する国道8号などの幹線と接続することで、嶺北東部の交通を包括的に支える重要な路線に位置付けられている。

### 路線データ
- 起点：福井県福井市円成寺町
- 終点：同市今市町

## 道路状況
起点および終点の交差点が若干わかりにくいが、それ以外は一般的な県道でよく整備がなされている道路といえるだろう。運送会社が沿線に社屋を構えておりトラックが日常的に走っているので注意が必要である。しかし基本的に計算できる県道であり、嶺北東部と中央部を結ぶ裏道として重宝している路線である。

## 接続路線
- 福井県道25号福井今立線（福井市円成寺町、起点）
- 福井県道116号徳光福井線＜バイパス＞（福井市下細江町）
- 福井県道116号徳光福井線＜現道＞（福井市上河北町）
- 福井県道195号大土呂停車場河北線（福井市下河北町 -＜重複＞- 同・下河北交差点）
- 国道8号（福井バイパス）（福井市下河北町・下河北交差点）
- 福井県道229号福井鯖江線（福井市今市町、終点）

## 沿線周辺
- JR越美北線 足羽駅